# 적인걸5: 측천무후 지유명도
《적인걸5: 측천무후 지유명도》(중국어: 狄仁杰之幽冥道)는 중국에서 제작된 황하 감독의 2018년 액션, 무협, 미스터리 영화이다. 하문휘 등이 주연으로 출연하였다.

## 출연
주연
- 하문휘
- 나립군
- 이약희

조연
- 양공여
- 황일비